# Ижна
Ижна (порт. Isna)  —  район (фрегезия) в Португалии,  входит в округ Каштелу-Бранку. Является составной частью муниципалитета  Олейруш. По старому административному делению входил в провинцию Бейра-Байша. Входит в экономико-статистический  субрегион Пиньял-Интериор-Сул, который входит в Центральный регион. Население составляет 304 человека на 2001 год. Занимает площадь 27,58 км².
Покровителем района считается Дева Мария (порт. Nossa Senhora das Dores). 